# Drapeau de Liège
Ne doit pas être confondu avec Drapeau de la province de Liège.
Le drapeau de Liège est jaune et rouge et reprend les couleurs de l'ancienne principauté de Liège, qui s'étendait en grande partie sur les actuelles provinces belges de Liège, Limbourg et Namur ainsi que sur une partie de l'ancienne province de Brabant.

## Utilisation

### Révolution belge

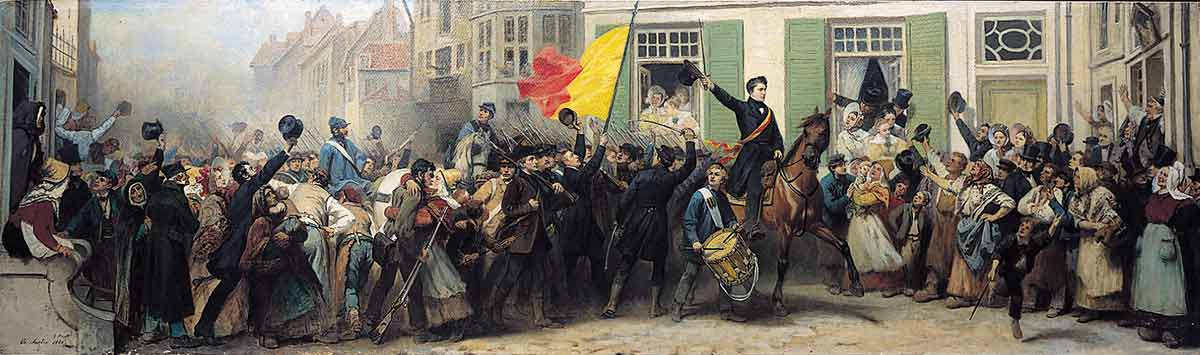
Arrivée du corps franc liégeois avec leur drapeau à Bruxelles, le 7 septembre 1830, pendant la Révolution belge.

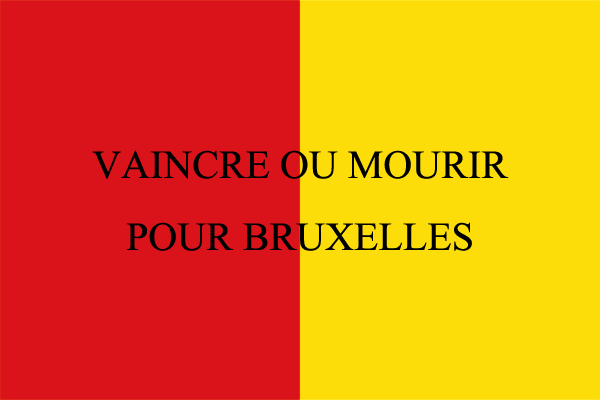
Drapeau liégeois tel que peint sur la célèbre toile de Charles Soubre en 1878 Le départ des volontaires liégeois pour Bruxelles avec l'inscription « Vaincre ou mourir Pour Bruxelles ».

Lors de la participation liégeoise à la Révolution belge de 1830 le drapeau liégeois fut brandi lors des premières insurrections dans la ville de Liège ainsi que dans certaines anciennes bonnes villes de la principauté de Liège comme à Huy, Thuin, Dinant ou Ciney. Parmi les agitateurs célèbres, on trouve Denis François Delemme qui arbora le drapeau liégeois devant le palais des princes-évêques de Liège, le 28 août 1830, provoquant provoquant les autorités néerlandaises comme le bourgmestre Denis Marie de Mélotte d'Envoz et le gouverneur Samuel Johannes Sandberg van Essenburg, tous deux orangistes.
Il existe d'autres variantes du drapeau de Liège, dont deux datant de la Révolution de 1830 subsistant aujourd’hui, avec les couleurs placées à l’horizontale :
- Le premier dispose le jaune au-dessus et le rouge en dessous, avec l'inscription « Liberté » et « Ordre public », au centre, entourant une représentation du perron de Liège. Il fut arboré le 26 septembre 1830 à la balustrade de la grande fontaine de la place du Marché par Denis François Delemme. Il est conservé l'Institut archéologique liégeois auquel il a été donné par Charles Duvivier de Streel[3].
- Le second est une toile où le rouge est au-dessus et le jaune en dessous. Elle est peinte des deux côtés et y sont inscrits, à l'avers les mots « Liberté » sur le rouge « Sécurité » sur le jaune, et au revers les mots « Longchamps » sur le rouge et « 1830 » sur le jaune. Les couleurs sont placées horizontalement, le rouge au dessus. Il est conservé au château de Longchamps.

Quant au drapeau peint sur la célèbre toile de Charles Soubre en 1878 Le départ des volontaires liégeois pour Bruxelles, aucune autre source ne mentionne que l'inscription « Vaincre ou mourir Pour Bruxelles » ait réellement été apposée sur le drapeau du Corps franc liégeois de 1830 parti prêter main-forte aux bruxellois le 4 septembre 1830.